# Pali (Czarnogóra)
Pali (cyr. Пали) – wieś w Czarnogórze, w gminie Bijelo Polje. W 2011 roku liczyła 76 mieszkańców.